# パン・ド・カンパーニュ
パン・ド・カンパーニュ（フランス語: Pain de campagne）は、フランスパンの一種。フランス語で「田舎パン」あるいは「田舎風パン」を意味し、スープによく合う食事パンである。パン・ド・カンパーニュは丸型が多いが、伝統的にはラグビーボール型である。
ミッシュもしくはミシュ（英語: Miche）とも呼ばれる。

## 特徴

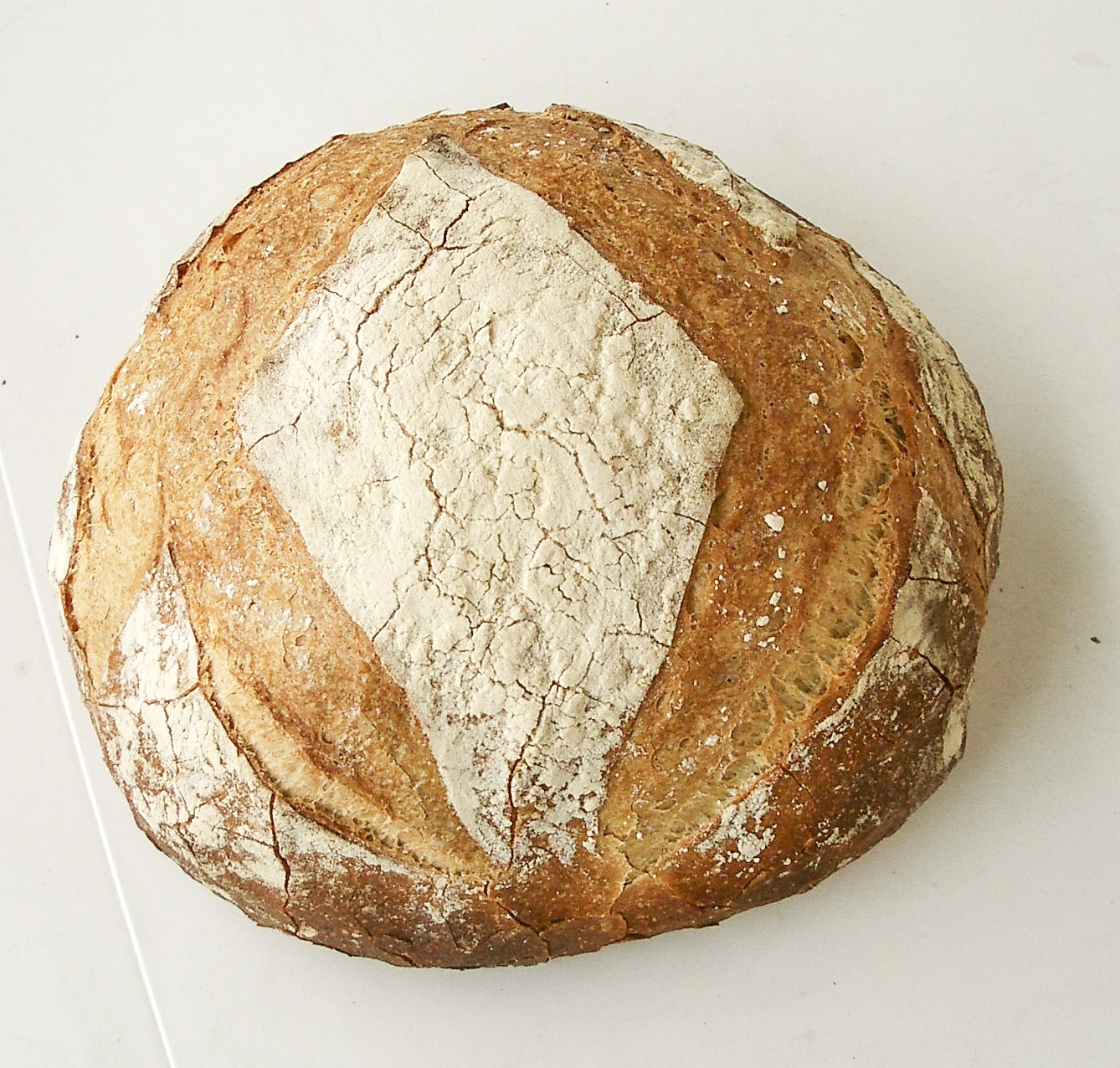
パン・ド・カンパーニュをブールの形で焼くことも多い。

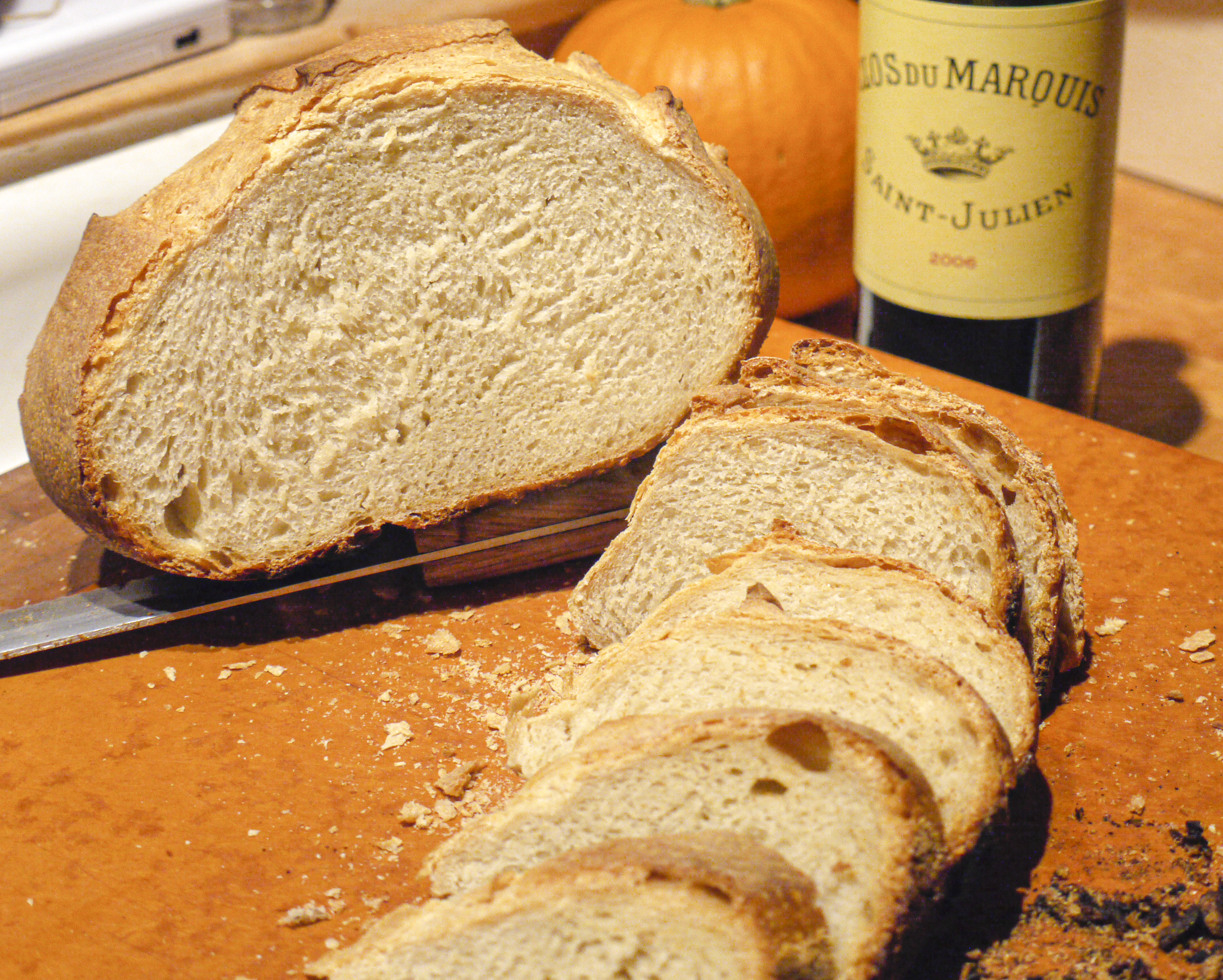
スライスしたパン・ド・カンパーニュ

元々はパリ近郊で作られパリで売られた。ライ麦粉や精製度の高くない小麦粉を使い、大振りに作られ素朴な外観と味わいにパリ市民が故郷のパンを思い出して「田舎パン」パン・ド・カンパーニュと呼んだ。
リーン系と呼ばれる粉・塩・水だけで作られる食事用のパンで、大きさは直径15cm 300gから30cm 1kg以上、ときには50cmにおよぶ大型のパン。現在たいていは丸く、あるいは伝統的には卵型やラグビーボール型に成型され、焼きたてより冷めてからのほうが美味しく数日はそのままで日持ちする。丸く成型されたものはブール・ド・カンパーニュと呼ばれることもある。
一般的なパン・ド・カンパーニュの材料はおおよそ小麦粉9：ライ麦粉1：水4程度の割合に塩を1-2％、イーストを1％弱、モルトを0.2％程度（作り手によって多少の違いはある）であり、伝統的なパン種 (levain) で発酵させるのでやや酸味のある味わいになる（中種を使って早めに仕上げることもある）。
小麦粉もあまり精製度の高くない小麦粉を混ぜた方が素朴な味わいがでるが、ライ麦や精製度の高くない小麦粉を多用すると癖は強くなる。